# Enrico Fagone
Enrico Fagone (...) è un direttore d'orchestra e contrabbassista italiano.
Grazie all'album Aspire, pubblicato da Musica Solis, Fagone ha ricevuto una nomination ai Grammy per il suo contributo in collaborazione con il clarinettista Seunghee Lee, il compositore e bandoneonista JP Jofre, e la London Symphony Orchestra.

## Biografia
Direttore Musicale e artistico della Long Island Concert Orchestra di New York, è regolarmente invitato a dirigere  orchestre quali la London Symphony Orchestra, l’Orchestra Sinfonica Nazionale della RAI di Torino, l’Orchestra Sinfonica di Milano, l’Orchestra Sinfonica Siciliana, l’Orchestra Filarmonica Marchigiana, l’Orchestra Sinfonica di Stato Ungherese, l’Orchestra di Padova e del Veneto, I Virtuosi Italiani, la Mendelssohn Chamber Orchestra, la Savaria Simphony Orchestra, l’Orchestra del teatro nazionale serbo, la FOI Orchestra dell’Opera italiana (Festival Verdi, Teatro Regio di Parma).
Il suo debutto del gennaio 2019 alla guida dell’Orchestra Sinfonica Nazionale della RAI con la celebre pianista Martha Argerich in qualità di solista ha riscosso grandi consensi di pubblico e critica ed è stato trasmesso dalla TV Nazionale RAI5 (attualmente visibile su RaiPlay).
Attivo in ambito operistico, ha diretto l’opera Così fan tutte di Mozart presso la Kammeroper di Monaco di Baviera e nel 2019 è stato invitato a dirigere  il concerto di gala Fuoco di Goia presso il  Festival Verdi  di Parma, condividendo il palco con cantanti tra i quali M. Pertusi, F. Cedolins, A. Chiuri, V. Stoyanov. Nella stagione 2024/25 lo attendono debutti  sul podio di importanti realtà musicali quali il teatro Carlo Felice di Genova, Il teatro Petruzzelli di Bari, l'Arena di Verona, il teatro lirico di Cagliari,  l’Orchestra della Svizzera italiana, il Royal Opera Festival di Cracovia e il Belcanto Opera Festival Bad Wildbad.
Diplomato in contrabbasso, ha studiato Direzione d’orchestra alla Scuola Civica “Claudio Abbado” di Milano e con Daniele Agiman all’Accademia di Parma per il repertorio operistico, completando il percorso formativo con Jorma Panula a Helsinki. Parallelamente ha approfondito gli studi in composizione con Jorge Bosso e Ivo Antognini.
Durante il suo percorso di studi ha anche avuto modo di approfondire la tecnica di direzione d'orchestra del russo ll'ja Musin attraverso i suoi allievi Alim Shack e Semyon Bychkov, del quale ha seguito delle produzioni in Spagna e Repubblica Ceca.
Nel repertorio sinfonico, Fagone presta particolare cura alla prassi dell’epoca nel tentativo di avvicinarsi - quando possibile e a seconda delle realtà con cui collabora - al concetto di esecuzione “storicamente informata”, in particolare nel repertorio classico-presto romantico con compositori quali Haydn, Mozart, Beethoven, Brahms.
Ha registrato per etichette come EMI, Deutsche Grammophon, Warner, Stradivarius e Da Vinci. Per l'etichetta Musica Solis, il Maestro Fagone ha collaborato con la clarinettista Seunghee Lee, il compositore e bandoneonista JP Jofre, e la London Symphony Orchestra per l'album Aspire, nominato ai Grammy nella categoria Best Classical Compendium.

## Discografia
- 2007 Martha Argerich & friends - EMI Live from the Lugano Festival 2007 / Michail Ivanovič Glinka: Grand Sextet in E flat
- 2009 Martha Argerich & friends - EMI Live from the Lugano Festival 2009 / F.Mendelssohn: Piano sextet op. 110[1]
- 2010 Quartetto Suarez Paz - Blue / A.Piazzolla: vari (con Cesare Chiacchiaretta, Marco Colacioppo, Fernando Suarez Paz)[2]
- 2011 Giovanni Bottesini duets - Stradivarius / G. Bottesini:Duetti (con Orchestra della Svizzera Italiana)[3]
- 2013 Martha Argerich & friends - Warner Classics Live at the Lugano Festival, 2013 / Camille Saint-Saëns: Carnevale degli animali (con Martha Argerich & friends)[4]
- 2022 "Aspire"  Musica Solis[5] - London Symphony Orchestra, Seunghe Lee clarinetto, Jp Jofre Bandoneon and Composer, Enrico Fagone Conductor